# 5313 Nunes
5313 Nunes è un asteroide della fascia principale. Scoperto nel 1982, presenta un'orbita caratterizzata da un semiasse maggiore pari a 2,2157562 UA e da un'eccentricità di 0,1223525, inclinata di 4,52381° rispetto all'eclittica.